# Jan van der Hoeven (Mediziner, 1834)
Jan van der Hoeven (* 15. Februar 1834 in Leiden; † 9. Februar 1900 in Rotterdam) war ein niederländischer Mediziner und Chirurg.

## Leben
Jan van der Hoeven war ein Sohn des Leidener Hochschullehrers Jan van der Hoeven und dessen Ehefrau Anna van Stock (1804–1841).
Er besuchte das Gymnasium in Leiden, studierte ab 1851 an der Universität Leiden Medizin, promovierte unter dem Rektor Frederik Kaiser am 16. September 1857 mit seiner Dissertation Over graviditas extra-uterina in Medizin, promovierte im Mai 1858 zum Doktor der Chirurgie, bildete sich medizinisch in Göttingen und Wien weiter und gründete dann in Rotterdam eine umfangreiche chirurgische Praxis. Gemeinsam mit Hendrik Willem de Monchy (1830–1905) initiierte er die Gründung des ersten niederländischen Kinderkrankenhauses, des Rotterdamer Sophia-Kinderkrankenhauses, das im August 1863 den Betrieb aufnehmen konnte. Ab 2. September 1869 wirkte er als Chirurg am Stadtkrankenhaus Rotterdam.
Jan van der Hoeven wurde am 25. November 1863 unter der Präsidentschaft des Arztes, Malers und Naturphilosophen Carl Gustav Carus unter der Matrikel-Nr. 1989 mit dem akademischen Beinamen Roederer zum Mitglied der Kaiserlichen Leopoldino-Carolinischen Deutschen Akademie der Naturforscher gewählt.
Er war seit 1862 mit Anna Joanna van Stolk (1843–1937) verheiratet. Der Chirurg Jan van der Hoeven (1863–1941) war ein Sohn des Ehepaars.

## Schriften
- Over graviditas extra-uterina. Gebroeders van der Hoek, Leiden 1857 (books.google.de)
- Beschreibung zweier, in Folge vorzeitiger Synostose der Schädelnähte verunstalteter menschlicher Schädel. Frommann, Jena 1861 (BHL)
- Ueber Verwachsung der Uvula und des unteren Randes des weichen Gaumens mit der hinteren Pharynxwand. In: Archiv für klinische Chirurgie, 1, Hirschwald, Berlin 1861, S. 448–450 (archive.org)
- Over de behandeling van hygroma proliferum palmare. 1865 (books.google.de)
- Cystengezwel van het linker ovarium, ovariotomie. 1871 (books.google.de)